# Randall Lewis
Randall "Randy" Lewis, född den 7 juni 1959 i Rapid City, South Dakota, är en amerikansk brottare som tog OS-guld i fjäderviktsbrottning i fristilsklassen 1984 i Los Angeles. 